# Polihalita
La polihalita es un mineral de la clase de los minerales sulfatos. Fue descubierta en 1818 en una mina cerca de Bad Ischl, en la Alta Austria (Austria), siendo nombrada así del griego poli -mucho- y halo -sal-. Sinónimos poco usados son: ischelita, mamanita, poligalita o polihallita.

## Características químicas
Es un sulfato hidratado de potasio, calcio y magnesio.

## Formación y yacimientos
Aparece en los depósitos sedimentarios de sal oceánica, donde es un mineral muy común y puede ser el principal componente en cantidades industriales. Se forma en estos depósitos a partir del yeso en presencia de soluciones ricas en magnesio y potasio.
Más raramente también se ha encontrado como producto volcánico, en sublimados de fumarolas.
Suele encontrarse asociado a otros minerales como: halita, anhidrita, glauberita, carnalita, kieserita, langbeinita o vanthoffita.

## Usos
Es el más común de los minerales del potasio en Carlsbad, en los yacimientos de Nuevo México.